# Đánh cá bằng độc dược
Đánh cá bằng độc dược (Fish toxins) hay còn gọi là ruốc cá hoặc đánh cá bằng dược chất từ thực vật (fish stupefying plants) là kỹ thuật đánh bắt cá thông qua việc sử dụng những loại cây có dược chất tự nhiên để làm cá say, ngộ độc, tê liệt rồi bắt lấy. Những bộ phận sử dụng như vỏ, rễ, lá, quả, hạt. Phương pháp này có lịch sử đã được sử dụng bởi nhiều nền văn hóa săn bắn để tóm bắt cá vì những con cá trở nên dễ dàng để vớt lấy bằng tay. Một số độc tố sẽ làm tê liệt cá, sau đó có thể dễ dàng gom lấy.

## Các dạng

### Vỏ cây
Có phương pháp chỉ cần 2 vỏ cây giã nhỏ rắc ở đầu nguồn nước của con suối thì cá to, cá nhỏ nổi lên hàng loạt là bài thuốc cá được lưu truyền ngàn đời nay của người Cơ Tu sống trên dãy Trường Sơn. Cây thuốc cá người Cơ Tu gọi là Pachac thường mọc gần suối, cây Pachac thân cây nó thẳng, vỏ cây dày, dễ bóc vỏ, người ta sẽ dùng rựa bắt đầu cứa xung quanh gốc cây một vòng, sau đó tiếp tục lên phía trên, dùng đầu rựa rạch một lối từ trên xuống dưới và bóc vỏ Pachac. Khi lấy vỏ phải tính toán mức độ sâu của nhát cứa, phải cẩn thận không ảnh hưởng đến thân cây, rựa đưa từng nhát nhẹ nhàng, nếu cứa sâu vào thân Pachac thì cây sẽ chết, còn cứa cạn thì 1-2 năm nó lại ra vỏ tiếp
Con suối chia làm các nhánh, họ sẽ ngăn một nhánh lại và thuốc cá. Nước càng cạn thì thuốc cá càng hiệu quả, phải ngăn nước, lúc đó giã vỏ cây thì khó con cá nào chạy thoát. Vỏ Pachac được chặt từng khúc ngắn và mang ra suối, đoạn suối dài chừng 1 km, cứ khoảng trăm mét thì giăng một tấm chắn ngang để hứng cá. Nước bắt đầu cạn dần, mỗi người tay cầm vỏ cây, tay cầm hòn đá, khúc gỗ giã nát vỏ Pachac. Vừa đập vừa nhúng xuống nước suối, từng vỏ cây thẳng đuột được giã nhỏ, nếu không may bị nước té vào mắt có cảm giác như trúng phải ớt cay, thì phải ra đoạn nước sạch úp mặt xuống và nhấp nháy con mắt liên tục.
Nước chảy đến đâu thì sau chừng 3-5 phút cá chao lượn lên mặt nước, thậm chí ếch, nhái, cua cũng ngoi lên bờ vì vỏ Pachac giã nhỏ rất cay, do đó nước chảy đến đâu cá sẽ nổi lên đến đó. Nếu giã đậm đặc, cá bị nổ con mắt, nhưng biết được liều lượng thì không làm cho cá chết. Cá dính phải Pachac dùng làm thức ăn và người ăn không bị ngộ độc. Mỗi đoạn suối cách vài trăm mét được giăng lưới đón cá trôi vào, cả đoạn suối, cá niên, cá bống và nhiều loại cá khác dính phải Pachac chui vào nằm gọn trong lưới. Ngày trước khi giã vỏ cây thì phải có người đi theo nhặt cá, còn giờ mỗi đoạn giăng lưới, cá nổi lên không cần bắt mà tự nó chui vào đó. Một đoạn suối dài gần 1 km nhưng được 4 kg cá là nhiều vì cá giờ khan hiếm, không còn như trước

### Hạt, lá

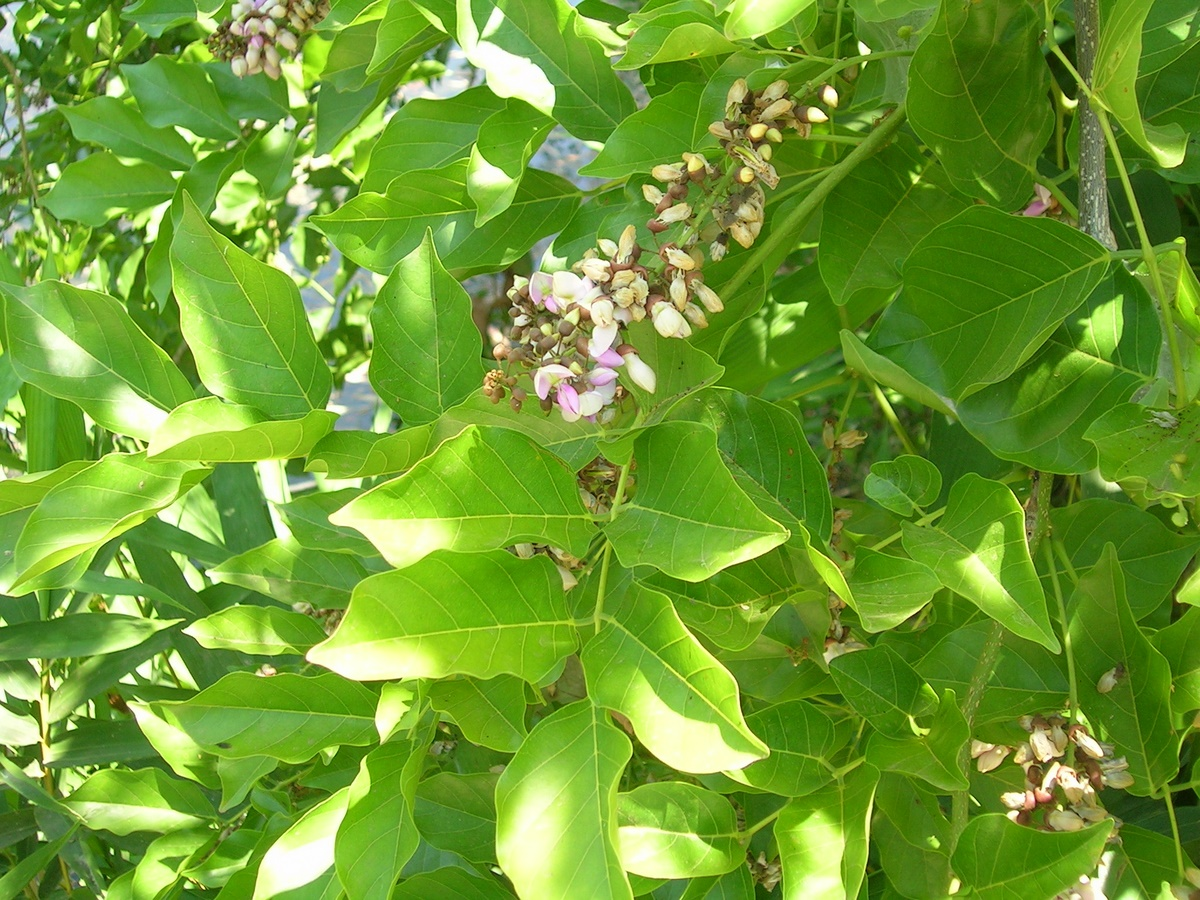
Lá cây thàn mát

Cách đánh bắt thủy sản còn gọi là ruốc cá bằng củ, hạt, lá cây rừng độc. Khi những thứ này thả xuống nước, tất cả cá lớn cá bé, sinh sống ở tầng nước sâu, tầng nước nông đều chết nổi trắng xoá, Ruốc cá không đánh thì thôi, đã đánh thì chết không sót con gì. Người ta dùng quả thàn mát để đánh cá. Thứ quả này màu xanh nâu hình dạng hệt thanh đao. Khi tách ra mỗi quả chỉ có một hạt to tròn như nút áo bông, giữa có hình thâm bán nguyệt. Hột thàn mát càng to, càng già thì càng sát cá dữ dội.
Cách ruốc cá đơn giản, hạt thàn mát được bóc tách phơi thật khô cho đanh cứng như tiền cổ, dùng chày sắt giã mới nát. Sau đó đem lên thượng nguồn suối, eo, lạch đổ ra hồ. Trên mặt nước nổi lớp bọt trắng xóa như xà phòng, càng vò kỹ càng nhiều bọt. Bọt theo con nước trôi xuôi hạ nguồn, đến đâu cá, tôm, cua, ếch chết nổi lên đến đó. Sau 15-20 phút, chủ nhân phải có mặt nơi hạ nguồn (cách 1–2 km) để cầm vợt vớt những con cá chết. Cũng tùy mức đánh nặng, nhẹ thì cá to chết tại chỗ hay say lừ đừ, chết muộn trên đường đến chợ.
Có bài thuốc đánh cá còn hơn hạt thàn mát là quả cây hoắt, quả hoắt to và giống quả đậu mèo, phải chèo thuyền hai tiếng đồng hồ mới ra đến nơi hoắt mọc, cây nào chín tới là ngư dân ra hái trụi. Mấy năm gần đây cây hoắt vắng dần, dân lòng hồ có bài độc dược trị cá là dùng lá cây dỏng. Có phương pháp săn cá bằng loại lá người Tày gọi là lá thâm thả xuống nước gây ngộ độc cho cá. Không cần chế biến hay pha sắc, cứ vò nát rồi thả xuống đầu con nước là cả dòng suối cá tôm tuyệt chủng. Bài sát cá dùng hạt cây củ đậu và tàu cọ trộn phân gà, chỉ cần hai tàu lá cọ, một ít phân gà thì bắt cả ao cá nhẹ như không, hạt cây củ đậu độc ngang lá ngón, lại dễ kiếm.

## Ở Việt Nam
Tại thôn Voòng, xã Tr'hy thuộc huyện vùng cao Tây Giang, Quảng Nam, nơi 95% người Cơ Tu sinh sống có câu chuyện người dân tộc sống dọc dãy Trường Sơn lưu truyền bí quyết đánh cá bằng vỏ cây Pachac huyền bí. Đó là bài thuốc cá bí truyền, không cho người ngoài biết, vì sử dụng không đúng cách thì cá, tôm, cua sống dưới nước bị giết sạch. Bài thuốc cá có từ ngàn đời nay, người Cơ Tu cứ thế hệ trước truyền thế sau. Những lúc thiếu thức ăn, thanh niên vào rừng lấy vỏ cây và ra suối thuốc cá. Bà con chỉ dùng những thứ có trong thiên nhiên để đánh bắt cá. Người Cơ Tu biết và bảo vệ loại cây này, nên công việc lấy vỏ cây thường giao cho những người có kinh nghiệm đảm nhận. Người Cơ Tu không khai thác theo kiểu tận diệt, phải để cá sống tiếp tục sinh sản thì lần sau mới có mà bắt, khi nước cạn đập vỏ cây cá cay mắt nổi lên, khi nước lớn nồng độ cay giảm xuống, lúc đó cá sống trở lại.
Bắt được cá, nhiều người Cơ Tu chẳng bán mà đem về chia cho dân làng, ngày xưa thế cha ông của họ một lần thuốc cá mang về không hết, còn nay mỗi lần đi thuốc được vài kg là nhiều. Ngày trước những con cá lăng, cá chình, cá nheo nhiều, có những con nặng hơn chục kg, cá ăn không hết đem phơi khô sử dụng quanh năm Cách đây mấy năm, có máy móc đến suối Kaon đào bới đãi vàng, sau đó thải ra hóa chất, cá chết trắng suối, phần nữa nhiều dùng xung điện khiến nhiều loại cá quý gần như tuyệt chủng. Ngày trước, cá ở miền núi mang về xuôi bán, còn nay thì ngược lại, cá dưới xuôi đem lên ướp đá bụng trương phình, giá bán thì đắt đỏ, trước đây mỗi lần đi thuốc cá thì hàng chục thanh niên gùi cá về không hết, còn nay chỉ được vài kg là nhiều. Cá ngày một cạn kiệt cũng vì khai thác vàng, rồi kích điện khiến các con suối không còn cá sinh sôi
Tại huyện Yên Bình, tỉnh Yên Bái, ngư dân sinh sống quanh hồ Thác Bà rộ lên cách đánh bắt thủy sản bằng củ, hạt, lá cây rừng độc. Cả vùng dọc chu vi hồ Thác Bà dài hàng trăm cây số đều sử dụng lá cây rừng để hạ độc cá, dân lòng hồ đang dùng tàn sát cá trên diện rộng. Ở thôn Đồng Danh, xã Đại Minh, và làng Minh Danh (xã Hán Đà), cách Đồng Danh một quả đồi, có 90% ngư dân, trong đó một nửa sống bằng nghề đánh tôm đêm ở hồ Thác Bà, nửa còn lại làm nghề ruốc cá. Người Tày, Dao ở thượng hồ Thác Bà, cách Hán Đà 80 km cũng có phương pháp này, tại thôn Quyết Thắng, xã Mông Sơn sử dụng quả hoắt, người dân xã Minh Tiến, An Phú (hạ huyện Lục Yên, thượng nguồn sông Chảy) thi nhau săn cá bằng loại lá người Tày gọi là thâm. Cá hồ Thác Bà to, quý hơn nhiều nơi khác, cá trắm cỏ nặng tới 3–4 kg, còn cá chiên, cá lăng tu 20–30 kg/con. Dù săn bằng lưới, bằng độc dược đều mang ra chợ cá Cẩm Nhân để đóng thùng xốp đá lạnh, đưa theo xe khách về tận Hà Đông, Hà Nội bán, khi dùng những độc dược này thì mức tàn sát gấp trăm lần chài lưới, hủy hoại nguồn lợi thủy sản hồ Thác Bà.